# Суспільне Суми
«Суспільне Суми» (Філія АТ «НСТУ» «Сумська регіональна дирекція») — українська регіональна суспільна телерадіокомпанія, філія Національної суспільної телерадіокомпанії України, до якої входять однойменний телеканал, радіоканал «Українське радіо Суми» та діджитал-платформи, які мовлять на території Сумської області.

## Загальні дані
Редакція Суспільне Суми розташована в окремій спеціально обладнаній будівлі за адресою:
вул. Петропавлівська, буд. 125, м. Суми, 40021, Україна.
Шеф-редактор - Андрій Крамченков.
Менеджер - т. в. о. Андрій Кисильов.

## Історія
Перші позивні Сумського обласного радіо пролунали ще 1939 року (фактично з часом утворення Сумської області).
Програми Сумського обласного телебачення вийшли вперше в ефір 1 червня 1961 року (вважається датою заснування Сумської ОДРТК).
Програми Сумської обласної державної телерадіокомпанії виходили на 64-му ДМ-каналі окремими включеннями. Творчий склад Сумської ОДРТК випускає, зокрема, такі програми:
- інформаційно-новиннєві: «На часі. Спорт. Погода», «Пряма мова», «Актуальний репортаж» тощо;
- аналітичні: «Акценти», «На тему дня», «Державні пріоритети» тощо;
- культурні: «Острів знань», «Мистецький часопис», «Земляки», «Державна мова», «Скарбниця»,  «Хвилина «Барси», «Життя кадета»[2] тощо.

Авторські програми Сумської ОДТРК не раз ставали переможцями всеукраїнських оглядів і телеконкурсів.
2015 року філія отримала назву «UA: Суми», замість «РТС», ставши найпершою регіональною філією з логотипом «UA:».
З 2017 року телерадіокомпанія є філією українського Суспільного мовлення — Національної суспільної телерадіокомпанії України.
23 травня 2022 року в зв'язку з оновленням дизайн-системи брендів НСТУ телерадіокомпанія змінила назву на «Суспільне Суми».
З 20 листопада по 18 грудня 2022 року телеканал філії транслював Чемпіонат світу з футболу 2022.

## Телебачення
«Суспільне Суми» — український регіональний суспільний телеканал, який мовить на території Сумської області.

### Наповнення етеру
Етерне наповнення мовника — інформаційні, соціально-публіцистичні та культурно-мистецькі програми виробництва творчих об'єднань НСТУ та «Суспільне Суми».

#### Програми
- «Суспільне. Студія»
- «Суспільне Новини»
- «Суспільне Спорт»
- «Тиждень. Суми»

### Архівні програми
- «Суспільне. Спротив»
- «Хроніка війни»
- «Суспільне Новини. Суми»
- «Сьогодні. Головне»
- «Дебати»
- «Глушина на кордоні»
- «Ранок на Суспільному»
- «Мамо, йду в актори»
- «Тема дня»
- «Під прицілом»
- «Край пригод»
- «Сковорода. Гастробайки»
- «Виборчий округ»
- «ЕКО-ЛЮДИ»
- «Виборчий округ: Експертиза»
- «Кавовий клуб»
- «Виборчий округ: Співбесіда»
- «#Звіти_наживо»

### Мовлення
Передача цифрового мовлення телеканалу відбувається в мультиплексі MX-5 (DVB-T2) у форматі 576i 16:9. Трансляція мовника також доступна на сайті «Суспільне Суми» в розділі «Онлайн».

## Радіо
У Сумській області НСТУ мовить на радіоканалі «Українське радіо Суми».

### Наповнення етеру
Етерне наповнення мовника — інформаційні, соціально-публіцистичні та культурно-мистецькі програми виробництва творчих об'єднань НСТУ та «Суспільне Суми».

#### Програми
- «З перших вуст»

### Мовлення
- Білопілля — 91,6 МГц
- Конотоп — 104,6 МГц
- Лебедин — 104,8 МГц
- Миропілля — 101,0 МГц
- Охтирка — 88,9 МГц
- Суми — 88,1 МГц
- Шостка — 107,8 МГц

## Діджитал
У діджиталі телерадіокомпанія «Суспільне Суми» представлена вебсайтом та сторінками у Facebook, Instagram, YouTube та Telegram. Крім того, на сайті «Суспільне Новини» є розділ про новини Сумщини.
Станом на лютий 2023 року сумарна авдиторія «Суспільне Суми» в соцмережах налічує понад 420 тисяч підписників.

## Логотипи
Телерадіокомпанія змінила 3 логотипи. Нинішній — 4-й за рахунком.
| Логотип | Опис                                            |
| ------- | ----------------------------------------------- |
|         | Логотип з 1990-тих років до 31 грудня 2015 року |
|         | Логотип з 1 січня 2016 року до 2018 року        |
|         | Логотип з 2018 року до 22 травня 2022 року      |
|         | Логотип з 23 травня 2022 року дотепер           |

### Хронологія назв
| Дата        | Назва            |
| ----------- | ---------------- |
| 1990-і—2015 | «РТС»            |
| 2016—2022   | «UA:Суми»        |
| з 2022      | «Суспільне Суми» |